# Лімматтальбан
Лімматтальбан (нім. Limmattalbahn) — легкорейкова лінія метрової колії, прокладена через долину Ліммат, у швейцарських кантонах Ааргау та Цюрих на захід від міста Цюрих.
Має довжину 13,4 км, обслуговує 27 зупинок і прямує від Цюрих-Альтштеттена до Кільвангена через Фарбгоф, Шлірен, Урдорф, Дітікон і Шпрейтенбах.

Курсують лінії 20 і 2 трамвайної мережі Цюриха.

## Операції
Трамваї лінії 20 курсують з інтервалом 15 хвилин між станціями Цюрих-Альтштеттен і Кільванген-Шпрайтенбах, з можливістю згодом зменшити інтервал до 7,5 хвилин. 
Лінія двоколійна, і понад 90 % ізольовано від дорожнього руху.
Дистанція між Фарбхофом і Шліреном також використовується для продовження трамвайного маршруту 2 Цюрихського трамвая, що курсує що 7,5 хвилин і замінив маршрут 31 Цюрихського тролейбусу на цьому відрізку.

## Інфраструктура
Від Фарбгофа до Шлірена лінія електрифікована 600 В постійного струму для сумісності з трамвайною мережею Цюриха, дистанція між Альтштеттеном і Фарбгофом також електрифікована на цій напрузі.
Решта лінії електрифікована 1200 В постійного струму, яка також використовується на лінії Бремгартен — Дітікон.
На лінії використовується двосторонні вагони Stadler Tramlink завдовжки 45 м та завширшки 2,4 м.
8 січня 2020 року Федеральне управління транспорту дало дозвіл на будівництво нового депо для лінії в Мюслі, між Дітіконом і Шпрейтенбахом. Очікується, що депо коштуватиме 40 мільйонів франків і забезпечить місце для паркування 14 легкорейкових транспортних засобів. Окрім відкритих паркувальних місць, об'єкт також включає будівлю із зоною технічного обслуговування та мийною.